# Godbergstjärnen
Godbergstjärnen är en sjö i Härjedalens kommun och Ljusdals kommun i Hälsingland och ingår i Ljusnans huvudavrinningsområde. Sjön har en area på 0,164 kvadratkilometer och ligger 447,2 meter över havet.

## Delavrinningsområde
Godbergstjärnen ingår i det delavrinningsområde (686078-145745) som SMHI kallar för Inloppet i Radvattnet. Medelhöjden är 447 meter över havet och ytan är 14,8 kvadratkilometer. Det finns ett avrinningsområde uppströms, och räknas det in blir den ackumulerade arean 24,06 kvadratkilometer. Handsjöån som avvattnar avrinningsområdet har biflödesordning 4, vilket innebär att vattnet flödar genom totalt 4 vattendrag innan det når havet efter 211 kilometer. Avrinningsområdet består mestadels av skog (59 procent) och sankmarker (22 procent). Avrinningsområdet har 0,64 kvadratkilometer vattenytor vilket ger det en sjöprocent på 4,3 procent.